# Mac OS X v10.1
La version 10.1 de Mac OS X, nom de code Puma, est la seconde version principale de Mac OS X, le système d'exploitation pour ordinateur de bureau, portable et serveurs d'Apple. Il est sorti le 25 septembre 2001, disponible gratuitement pour les mises à jour depuis 10.0. À partir de la version 10.1.2, Mac OS X est devenu le système d'exploitation par défaut des nouveaux Macintosh.